# تاريخ اليهود في الهند

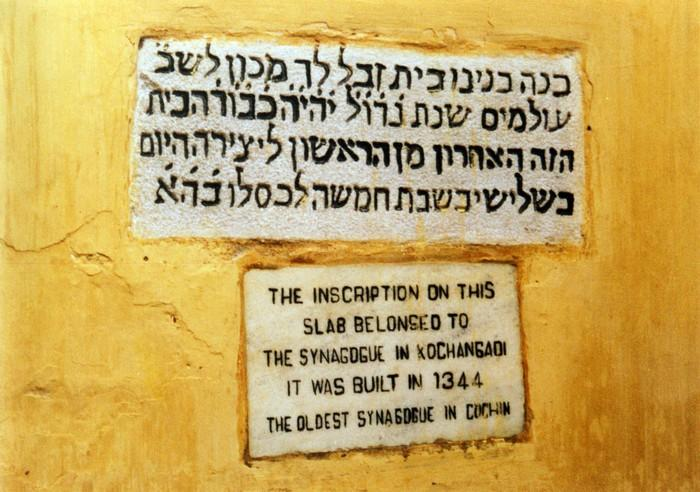

كانت الديانة اليهودية إحدى أوائل الديانات الأجنبية وصولًا إلى الهند في التاريخ المسجل. اليهود الهنود هم أقلية دينية في الهند، ولكن على بعكس أجزاء كثيرة من العالم فإنهم عاشوا تاريخيًا في الهند دون أي حالات معاداة من الأغلبية المحلية والهندوس. عدد السكان اليهود في الهند يصعب تقديرهم لأن منتمي الجالية اليهودية ذو اصول مختلفة ورغم ذلك فإن التقديرات تشير إلى أن عددهم عام 1947 كان نحو 26,000. وفي عام 1961 بلغ 14,608 في الهند ذاتها، و23 ألفاً في إسرائيل، و2,000 في إنجلترا حسب إحصاءات عام 1968، أي أن عددهم يبلغ نحو 39,500، وهم يتواجدون في كيرالا وبومباي.